# 本間龍
本間 龍（ほんま りゅう、1962年8月4日 - ）は、日本のノンフィクション作家・元博報堂社員。本名は藤田英作。
第8回自由報道協会賞受賞（2019年）。

## 経歴
東京出身。1985年、獨協大学法学部卒業。ぺんてるを経て、1989年、博報堂に中途入社し、営業職を担当。2006年同社退職後、在職中に発生させた損金を補填しようとして、未公開株詐欺により知人から金を詐取した罪で懲役を受刑し、栃木県の黒羽刑務所に1年間服役。
出所後、その体験をつづった『「懲役」を知っていますか？』（学習研究社）で作家デビュー。メディアと原発、司法行政と刑務所システムをテーマに作家活動をしている。

## 取材活動
2023年9月7日、ジャニーズ事務所がジャニー喜多川性加害問題をめぐって開いた記者会見に出席した。ジャニーズ事務所側の「会社名の変更はしない」という発表に対し、本間は「ジャニーの名前を今後も冠し続けることはあまりに常識はずれである。ヒトラー株式会社とかスターリン株式会社という会社はない。それだけの罪を犯したという自覚が足りないのでは」という質問を行い話題となった。これに東山紀之は「おっしゃる通りだと思います」と回答。その後、当初の方針から一転し、10月2日の記者会見でジャニーズ事務所の社名をSMILE-UP.へ変更することが発表された。なお、この10月2日の記者会見では、本間が「NGリスト」に入れられていたことが判明している。

## 著書

### 単著
- 『「懲役」を知っていますか? ―有罪判決がもたらすもの―』学習研究社 2009 ISBN 978-4054041677
- 『名もなき受刑者たちへ ―「黒羽刑務所第16工場」体験記―』宝島社 2010（宝島sugoi文庫）ISBN 978-4796678599
- 『電通と原発報道 ―巨大広告主と大手広告代理店によるメディア支配のしくみ―』亜紀書房 2012 ISBN 978-4750512105
- 『大手広告代理店のすごい舞台裏 ―電通と博報堂が圧倒的に強い理由―』アスペクト 2012 ISBN 978-4757220928
- 『転落の記 ―私が起こした詐欺事件、その罪と罰―』飛鳥新社 2012 ISBN 978-4864101325
- 『原発広告』亜紀書房 2013 ISBN 978-4750513287
- 『原発広告と地方紙 ―原発立地県の報道姿勢―』亜紀書房 2014 ISBN 978-4750514185
- 『原発プロパガンダ』岩波書店 2016（岩波新書 新赤版） ISBN 978-4004316015
- 『電通巨大利権 ―東京五輪で搾取される国民―』サイゾー 2017 ISBN 9784866250939
- 『メディアに操作される憲法改正国民投票』岩波書店 2017（岩波ブックレット）ISBN 978-4002709727
- 『ブラックボランティア』角川書店 2019 ISBN 9784040821924
- 『東京五輪の大罪 - 政府・電通・メディア・IOC』筑摩書房〈ちくま新書〉、2021年。ISBN 9784480074447

### 共著
- 『だれがタブーをつくるのか : 原発広告・報道を通して日本人の良心を問う』鈴木邦男共著 亜紀書房 2013 ISBN 978-4750513027
- 『広告が憲法を殺す日 国民投票とプロパガンダCM』南部義典共著 集英社新書 2018 ISBN 978-4087210316

## 出演

### ウェブ番組
- 情熱報道ライブ「ニューズ・オプエド®」（2016年1月12日 - NOBORDER NEWS TOKYO）月1レギュラー
- ビデオニュース・ドットコム（2022年9月17日）
- デモクラシータイムス（YouTube、不定期）
- 一月万冊（YouTube）

### ラジオ
- 大竹まこと ゴールデンラジオ!（文化放送、2022年5月27日）